# Patricia Mulasikwanda
Patricia Mulasikwanda (geb. 22. September 1955) ist eine sambische Politikerin. Sie diente als Ministerin für Sport, Jugend und Kindesentwicklung und war später Ministerin für Gender and Women in Development.

## Ausbildung
Mulasikwanda absolvierte eine Ausbildung zur psychiatrischen Gesundheits- und Krankenpflegerin.

## Karriere
Patricia Mulasikwanda war bis August 2004 in der United National Independence Party als Sekretärin der UNIP-Frauenvereinigung in Lusaka tätig. Sie wurde im Streit um den Vorsitz von Tilyenji Kaunda in der Partei aus der UNIP ausgeschlossen. Sie hatte sich schon im Vorfeld gegen ihn ausgesprochen und geklagt. Es ist nicht ersichtlich, ob sie zum Movement for Multiparty Democracy wechselte, es ist jedoch zu vermuten. Im Oktober 2006 wurde sie zur stellvertretenden Ministerin für Sport, Jugend und Kind Entwicklung ernannt. Zu ihrem Aufgabenbereich gehörte offenbar der Bau von drei Stadien für die All-Africa-Games 2011, von denen das erste in Ndola mit 70.000 Sitzen gebaut werden sollte, ein weiteres gleicher Größe in Lusaka und eines in Livingstone. Sie war Juli 2015 bis August 2016 Mitglied des Nationalversammlung Sambias.